# Hegyi Endre (költő)
Hegyi Endre (Nagymajtény, 1916. április 9. – Budapest, 1995. július 14.)  költő, műfordító, nyelvész.

## Életpályája
Középiskolát Nagykárolyban végzett, magyar–román nyelv és irodalom szakos tanári diplomát a kolozsvári egyetemen szerzett (1942). Tanári pályáját a kolozsvári gép- és villamosipari középiskolában kezdi, 1947-től Magyarországon folytatja, 1953-ban az Eötvös Loránd Tudományegyetemre kerül, tanszékvezető tanár.
Első írása a Jóbarát kolozsvári ifjúsági folyóiratban jelent meg (1931). A Termés írói körébe tartozik. Írói pályája során a Pásztortűz technikai szerkesztője (1942), az Erdélyi Iskola főszerkesztője (1944), a Magyar Népi Szövetség (MNSZ) kolozsvári Világosság című napilapja kulturális rovatának szerkesztője (1946–47). Verssel szerepel a Versekben tündöklő Erdély (1941) és az Üdvözlégy szabadság (1942) című antológiákban. A Jóbarát, Magyar Lapok, Brassói Lapok, Keleti Újság, Pásztortűz, Erdélyi Helikon, majd az Utunk munkatársa. Költészetét a természet iránt érzett nosztalgikus vágy, a szegénység és a népi kallódás szomorúsága, törekvés a leegyszerűsödésre jellemzi, a halott Dsida Jenőnek ajánlott versében kimondja: ...„veletek ment egy hőskor világa, /s én nem bírom e közönyt, érdekhajszát, /hol nem kell a szó, a lélek, az írás...”.
Mint műfordító jelentős szerepet vállalt a román–magyar kapcsolatok kiépítésében. Munkatársa román költők Budapesten megjelenő versválogatásainak (1955–66): Alexandru Toma, George Coșbuc, Tudor Arghezi, Alexandru Macedonski, Ion Pillat verseit ülteti át magyarra, balladafordításokkal van jelen a Betyárok tüzénél című antológiában, társfordítója Eugen Jebeleanu Hirosima mosolya című verskötetének (Budapest 1960). Fordításában, utószavával és jegyzeteivel jelent meg a perzsa Omar Khajjám Rubáiját című életvidám remekműve is (Budapest 1959). Foglalkozott a Magyarországon tanuló külföldiek nyelvi nehézségei leküzdésének problémájával (A magyar nyelv idegen nyelvként való tanításának főbb elvi és módszertani problémái. Budapest. 1970).
Erdélyben megjelent munkái: Napóra (verseskönyv, Kolozsvár 1938); Címer (verseskönyv, Kolozsvár 1942); Szász Gerő élete és irodalmi munkássága (értekezés, Kolozsvár 1942).

## További irodalom
- Kiss Jenő: Hegyi Endre: Napóra. Erdélyi Helikon 1938/2; újraközölve Emberközelből, Kv. 1979. 189–90.
- Jánosházy György: Hegyi Endre versei. Pásztortűz 1944/2.